# Atos de violência organizada no Rio de Janeiro em 2010
Diversos Atos de violência organizada sucederam-se na Região Metropolitana do Rio de Janeiro da noite de sábado, 20 de novembro, até o dia 27 de novembro de 2010, quando bandidos ligados ao narcotráfico tentaram promover um "arrastão" na Rodovia Rio-Teresópolis — um trecho da BR-116 também conhecido como "Rodovia Rio-Magé" — em Duque de Caxias, causando a morte de um motorista. Durante os ataques e depois, durante as operações, registrou-se que pelo menos 181 veículos teriam sido incendiados pelos criminosos. Nesse período, ocorreram ainda 39 mortes, cerca de duzentas detenções para averiguação e quase setenta prisões.
Em 24 de novembro, em entrevista ao Jornal Nacional da Rede Globo, o Governador do Rio de Janeiro, Sérgio Cabral Filho, solicitou o apoio logístico da Marinha do Brasil e o Ministro da Defesa Nelson Jobim lhe assegurou esse direito em nome do Presidente, Luiz Inácio Lula da Silva, que estava de viagem à Guiana. Recorrer à Marinha foi uma decisão inédita no país em se tratando de combate ao tráfico e aos criminosos nas favelas. No dia seguinte, o Ministério da Defesa informou que, a pedido do Governo do Rio de Janeiro, seriam enviados oitocentos homens da Brigada de Infantaria Paraquedista do Exército Brasileiro para auxiliarem a polícia no combate aos ataques, além de dois helicópteros e tripulação da Força Aérea Brasileira e dez blindados de transporte. Com a chegada dos militares, as operações se desdobraram em novas estratégias.
No dia 25 de novembro, deu-se a maior ofensiva da Polícia Militar do Rio de Janeiro, com seu Batalhão de Operações Policiais Especiais (BOPE)  atuando ao lado da Polícia Civil do Rio de Janeiro, encabeçada pela Coordenadoria de Recursos Especiais (CORE) e em parceria com o Corpo de Fuzileiros Navais, que disponibilizou seis blindados do Batalhão de Blindados de Fuzileiros Navais e um grupamento de fuzileiros navais da mesma unidade para apoio logístico da operação, que resultou na tomada do território da Vila Cruzeiro, região da cidade que até então estava em poder dos narcotraficantes do Comando Vermelho. Cerca de quinhentos policiais além da Força Nacional participaram da ação, que logrou logo com êxito  em ocupar o espaço no dia 26 de novembro de 2010.
Durante a ocupação, os narcotraficantes da região puderam escapar para o "Complexo do Alemão", ocupado por uma quadrilha da mesma facção criminosa, numa região constituída pelo conjunto de treze favelas, que foram cercadas pelas polícias civil, militar e federal, com o apoio das Forças Armadas. Em 27 de novembro, de 2010 depois de uma ordem emitida pelos policiais aos envolvidos para que se entregassem "até o pôr do sol", trinta e um traficantes se renderam.
Na manhã do dia 28 de novembro de 2010 as forças de segurança, formadas pela Polícia Militar, através do BOPE, do Batalhão de Polícia de Choque, do Comando de Policiamento Ambiental e demais unidades convencionais, pela Polícia Civil através da Coordenadoria de Recursos Especiais e delegacias especializadas, pela Polícia Federal o Comando de Operações Táticas em conjunto com o Grupo de Pronta Intervenção e o Exército através da Brigada Paraquedista, entraram no conjunto de favelas e assumiram o controle da comunidade em menos de duas horas, prendendo trinta criminosos e apreendendo dezenas de armas e dez toneladas de drogas. A operação começou às oito horas da manhã e às 13h22min as bandeiras do Brasil e do Rio de Janeiro foram hasteadas no alto do teleférico do morro do Alemão. Todo o ocorrido tem sido chamado de Guerra do Rio de Janeiro, e especialistas consideram que esta é uma das maiores operações policiais já realizadas nas favelas da cidade, por conta de suas conquistas e apreensões de drogas e armamentos significativas. A partir de 2011, a área deverá ser ocupada por uma Unidade de Polícia Pacificadora, a fim de pacificar e eliminar o tráfico na região.

## Cronologia dos ataques
A onda de violência teve início no dia 20 de novembro, quando um grupo de criminosos, na tentativa de promover um arrastão na Rodovia Rio-Magé (trecho da BR-116), em Duque de Caxias, causou a morte a tiros de um motorista de ônibus.

### 21 de novembro de 2010
Seis homens portando fuzis abordaram três automóveis na Linha Vermelha, na altura da Rodovia Washington Luís. Dois veículos foram incendiados e um foi abandonado pelo grupo. Em fuga, eles pararam e alvejaram um carro oficial do Comando da Aeronáutica. O governo do Rio informou que havia informações dos serviços de inteligência sobre um plano de ataque, orquestrado por líderes de facções criminosas que estão na Penitenciária Federal de Catanduvas, no Paraná.

### 22 de novembro de 2010
Por volta das 22h, uma cabine da Polícia Militar, próxima à Linha Amarela, na região do Jardim América, sofreu um ataque por ocupantes de dois veículos que passaram em alta velocidade, disparando rajadas de tiros. No dia seguinte, outra cabine foi atacada com um tiro, em Irajá, no subúrbio do Rio.

### 23 de novembro de 2010
Todo o efetivo policial do Rio de Janeiro foi colocado nas ruas para combater os ataques. Foi pedido o apoio da Polícia Rodoviária Federal  para fiscalizar as estradas. Ao longo da semana, a Marinha, o Exército e a Polícia Federal a Força Nacional  passaram a integrar as forças de segurança para combaterem a onda de violência.

### 24 de novembro de 2010

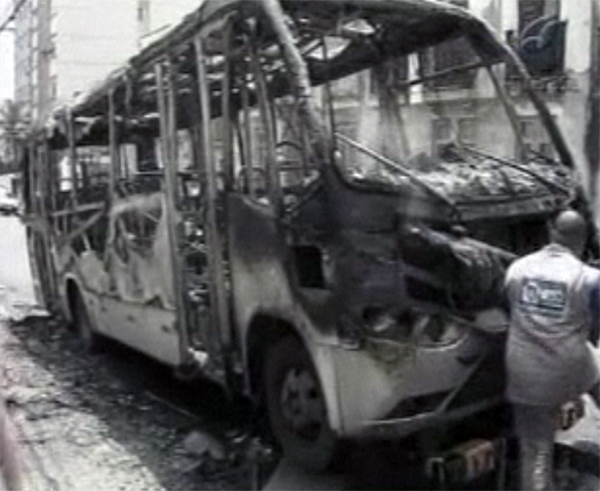
Ônibus incendiado (Reprodução de imagens da TV Brasil.)

Segundo o comandante do 3º Batalhão da Polícia Militar, no Méier, um Honda Civic foi queimado, no início da noite, no acesso ao Túnel Noel Rosa. Também na Zona Norte, na Tijuca, os bombeiros foram chamados para controlarem as chamas de um carro incendiado na rua Félix da Cunha. No mesmo bairro, um homem havia sido preso, portando uma garrafa de gasolina, horas antes. Na delegacia, ele confessou que agia a pedido de traficantes do Complexo do Alemão.
Em Del Castilho, uma van foi incendiada. No bairro de Santa Cruz, na Zona Oeste, um ônibus e uma van foram destruídos. Duas vítimas sofreram queimaduras. Em Anchieta, na Via Light, um ônibus também foi incendiado por bandidos e um passageiro ficou ferido sem gravidade.
A Polícia Militar também confirmou o incêndio de um carro na Favela do Jacarezinho, próximo à avenida Dom Hélder Câmara, no subúrbio do Rio, por volta das 19h30min. Segundo informações, policiais teriam sido recebidos a tiros ao tentarem acessar a comunidade, o que prejudicou a ação dos bombeiros, que só puderam controlar as chamas após o tiroteio.
Às 19h, próximo à estação de trem Presidente Juscelino, em Mesquita, na Baixada Fluminense, um ônibus foi assaltado e depois incendiado por bandidos. Mais tarde, um outro coletivo foi destruído na cidade, dessa vez na Avenida Presidente Costa e Silva, em Edson Passos. Uma cabine da PM foi metralhada e um carro foi incendiado no Jardim América. Criminosos também puseram fogo em um ônibus em Benfica, nas proximidades da comunidade do Arará e de Manguinhos. Ninguém ficou ferido. Um carro e um caminhão foram queimados na Avenida dos Democráticos, em Bonsucesso.
Em Niterói, um carro foi queimado por criminosos, próximo à favela Vila Ipiranga, mas ninguém ficou ferido. Na cidade de Cabo Frio, na Região dos Lagos, dois suspeitos de incendiarem um carro foram presos com um galão cheio de gasolina. Eles teriam dito que agiram por ordem de um traficante de uma comunidade local. Um dos criminosos, segundo a polícia, seria da favela Barreira do Vasco, em São Cristóvão, no Rio de Janeiro. Quatro carros sofreram ataques de bandidos em Cabo Frio por ordem de traficantes da capital, em uma extensão da onda de violência na região metropolitana. O comércio foi fechado, também por ordem dos criminosos.

### 25 de novembro de 2010

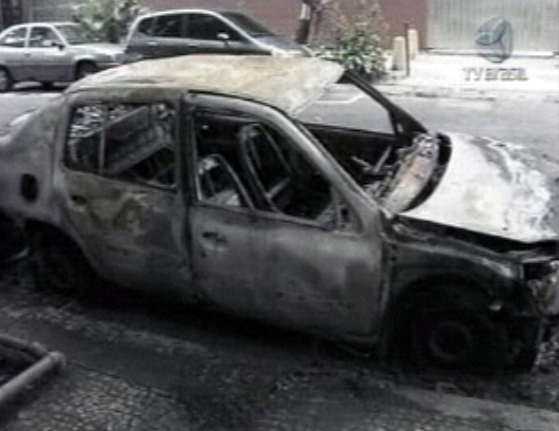
Automóvel queimado no bairro das Laranjeiras, na zona sul do Rio de Janeiro. Reprodução de imagens da TV Brasil (ABr).

Na madrugada do dia 25, pelo menos dois carros foram incendiados na cidade do Rio de Janeiro: um na rua Jornalista Orlando Dantas, do bairro de Laranjeiras, na Zona Sul da capital, e outro na Avenida Ayrton Senna, na Zona Oeste, por volta de 1h42min. Ambos foram controlados pelos bombeiros e não apresentaram feridos. Durante a manhã, criminosos atearam fogo a um caminhão, a um carro e a duas motos na Avenida Brasil, na altura de Barros Filho. Antes, um microônibus havia sido incendiado na Zona Norte, na rua Sampaio Viana, próxima à rua do Bispo, no bairro do Rio Comprido. Os ataques a veículos continuaram durante todo o dia, principalmente nos subúrbios das Zonas Norte e Oeste, embora também haja registros em cidades da região metropolitana, em Macaé, no Norte Fluminense, e em Cabo Frio, na Região dos Lagos. Durante a tarde, a polícia detectou onze ataques em toda a capital.
O trocador de um ônibus incendiado na Tijuca foi ferido em um ataque ocorrido na altura da rua José Higino. Já Santa Cruz foi o bairro que mais sofreu ataques durante todo o dia. No total, cinco veículos foram queimados (um ônibus, duas kombis e duas vans). O estacionamento de um supermercado, em Bonsucesso, foi atingido por uma granada lançada por bandidos, ferindo uma pessoa e danificando dois carros. Na rua Aquidabã, localizada em Lins de Vasconcelos, um carro foi incendiado durante a tarde. No local, houve troca de tiros entre criminosos e policiais, o que levou o comércio a fechar as portas e as pessoas a não saírem de suas casas.
Na Avenida Dom Hélder Câmara, em Benfica, um outro carro foi incendiado. Um veículo e um ônibus também sofreram ataques de bandidos no Cachambi. Outro ônibus foi destruído em Costa Barros. Em São Gonçalo, três bandidos atearam fogo a um ônibus, no bairro Porto Velho. Um deles foi preso pela polícia. Também na Estrada de Santa Isabel, mais um coletivo foi incendiado. Nesse caso, testemunhas acusaram motoristas de vans de se aproveitarem da situação para promoverem ataques a ônibus, seus concorrentes no transporte da população.
Em Macaé, município do Norte Fluminense, a mais de 180 km da capital, um ônibus foi destruído por criminosos, no bairro Lagomar. Na cidade, um homem morreu e dois ficaram feridos em troca de tiros com a polícia, na comunidade de Nova Holanda, dominada pelo tráfico de drogas. O Disque-Denúncia, serviço telefônico de combate ao crime disponibilizado à população para fazer denúncias da atividade de criminosos, bateu o recorde de chamadas, na quinta-feira, totalizando 1.042 atendimentos somente nesse dia. Esse dado confirma a adesão dos habitantes do Rio à repressão ao crime organizado na cidade.
Duzentos policiais do Batalhão de Operações Especiais (Bope) entraram na vila Cruzeiro, no Complexo da Penha. No entanto, muitos traficantes fugiram para o Complexo do Alemão.

### 26 de novembro de 2010

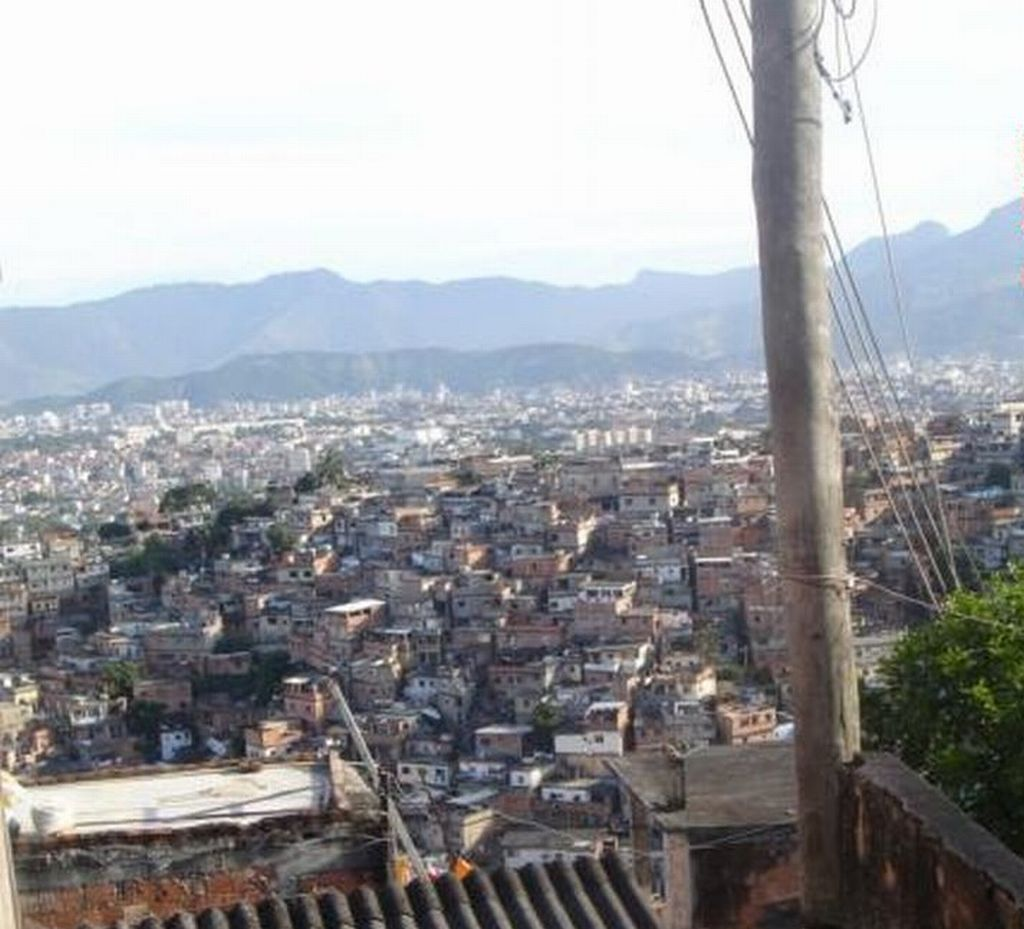
O Complexo do Alemão, zona para onde o bando de Vila Cruzeiro fugiu após a Marinha apoiar a polícia.

Na manhã do dia 26, por volta das 9h50m, policiais do BOPE invadiram lentamente o Complexo do Alemão, enquanto outros fizeram "varredura" e busca na parte de baixo da Vila Cruzeiro. Segundo o titular da 26º DP (Todos os Santos), Jader Amaral, o objetivo do cerco era evitar a saída de criminosos que fugiram da Vila Cruzeiro para o Morro do Alemão. Por volta da 10h30m da manhã, um policial militar levou um tiro de raspão na cabeça enquanto acessava o complexo, na Estrada do Itararé, e imediatamente foi socorrido e levado ao hospital ainda consciente.
Com a chegada dos paraquedistas, as operações se desdobraram em dois comandos distintos: o primeiro, continuando por responsabilidade da secretaria de segurança pública do estado, com o auxilio da Marinha para as incursões, como já vinha sendo, e o segundo por parte do Comando Militar do Leste, patrulhando todos os caminhos (cerca de quarenta) que dão acesso aos morros da Vila Cruzeiro e do Complexo do Alemão.
Mesmo depois da repercussão, da intervenção da Marinha e da ocupação pela polícia da Vila Cruzeiro, ao menos sete outros veículos foram incendiados no Rio de Janeiro na madrugada do dia 25 para o dia 26. Entre eles encontram-se dois ônibus, um na Rodovia Presidente Dutra, na pista sentido São Paulo, e o outro em São João de Meriti, na Baixada Fluminense. Por volta da 1h da madrugada, policiais do 7º BPM em São Gonçalo localizaram uma kombi incendiada na rua Joá, no bairro do Colubandê, e bombeiros do quartel do município conseguiram controlar as chamas. Dois menores foram presos na Zona Sul, quando criminosos atearam fogo num carro na rua Farme de Amoedo, em Ipanema. Na Zona Norte, na Avenida Brasil, um automóvel também foi incendiado, mas ninguém ficou ferido.
Mais cedo, um suspeito morreu baleado enquanto tentava atear fogo num veículo na rua Carolina Machado, próximo ao Madureira Shopping, no subúrbio da cidade, e, de acordo com policiais do 41º BPM, em Irajá, três comparsas que o acompanhavam fugiram. A polícia conseguiu apreender do suspeito um isqueiro, um galão de gasolina, uma granada e uma pistola. O caso foi encaminhado à 28ª DP de Campinho.
Bandidos do Complexo do Alemão atiraram em um helicóptero da Polícia Civil que sobrevoava o local, pela manhã. Policiais militares, civis e federais faziam a vigilância dos acessos à comunidade. Durante todo o dia, inúmeras famílias foram vistas deixando o bairro, dominado pela facção criminosa do Comando Vermelho e para onde fugiram cerca de duzentos traficantes da Vila Cruzeiro, tomada pela força policial no dia anterior.
No dia 26 de Novembro de 2010 ficou marcado pela entrada dos polícias federais do Grupo de Pronta Intervenção no conflito. Os agentes começaram a realizar um avanço pelos entornos do Complexo do Alemão. Cerca de 10 viaturas da Polícia Federal chegaram por volta das 9h da manhã visando apoiar agentes da Polícia Civil e Polícia Militar, as demais equipes se espalharam focando em cumprir mandados de prisão e reprimir o tráfico de drogas em flagrante. Outra equipe da Polícia Federal ficou responsável por ocupar pontos estratégicos do Complexo do Alemão, equipe chegou de madrugada e passou a monitorar a movimentação dos traficantes dentro do complexo. 
Duas pessoas ficaram feridas, incluindo o fotógrafo da agência de notícias Reuters, Paulo Whitaker, baleado no ombro, e um motorista da imprensa, que se escondia em um bar e foi atingido por estilhaços. Até a  tarde do dia 26, 36 pessoas já tinham sido mortas durante a onda de violência no Rio.
Na noite do dia 26, quatro carros foram incendiados no município de Nova Iguaçu, na Baixada Fluminense. Três estavam na estrada Adrianópolis e outro foi achado na rua Andréia, ambas no bairro Botafogo da cidade. Houve também um carro incendiado no acesso à favela do Jacarezinho. E, ainda na noite de sexta, um carro em chamas foi encontrado em Anchieta, no mesmo subúrbio. Três suspeitos, incluindo dois menores, foram detidos com garrafas de gasolina em Cascadura. Eles estavam na linha do trem e reagiram à prisão.

### 27 de novembro de 2010
Na madrugada do dia 27 de novembro (sábado), a Polícia Militar anunciou que o número de mortos subira para 35 desde o dia 22, e a Secretaria da Saúde informou que, entre o dia 24 e a tarde do dia 26, o número de feridos fora de 33 no Hospital Estadual Getúlio Vargas, que fica perto das duas áreas de conflito. Seis tinham morrido e seis permaneciam  internados. A secretaria não especificou o número de moradores e de criminosos feridos nos conflitos. Conforme a polícia, o dia 21 tinham sido registrados 96 veículos incendiados e 48 armas mais oito granadas apreendidas , além de grande quantidade de drogas e material inflamável.
Os ataques diminuíram depois das estratégias policiais, mas pelo menos quatro outros carros foram incendiados na madrugada do dia 27, na Baixada Fluminense e, segundo a Polícia Militar, os atentados aconteceram em pontos diferentes do município de Nova Iguaçu. Os bombeiros foram acionados às 1h30m por meio de três chamadas na Estrada Adrianópolis e outra na Rua Andreia, ambas no bairro Botafogo, porém em nenhum desses quatro casos foram registrados feridos.
Na manhã do dia 27, dois menores se recusaram a parar em Fazendinha, comunidade que faz parte do conjunto de favelas do Alemão, na Penha, na zona norte do Rio, e foram baleados. Eles foram levados ao Hospital Estadual Getúlio Vargas. Horas antes, traficantes atiraram contra o Batalhão de Choque da PM no Alemão. O comandante-geral da PM, ao comentar a iminência da ocupação, fez um apelo pela rendição dos traficantes. Segundo o relações públicas da polícia, foi montado um local dentro da comunidade para que fossem feitas as capitulações.

### 28 de novembro de 2010
No dia 28 de novembro, as forças de segurança, incluindo a Polícia Civil encabeçada pela Coordenadoria de Recursos Especiais, a Polícia Militar pelo BOPE, a Polícia Federal pelo Comando de Operações Táticas e o Exército, através da Brigada Paraquedista, entraram no conjunto de favelas e assumiram o controle da comunidade em menos de duas horas, prendendo trinta criminosos e apreendendo dezenas de armas e dez toneladas de drogas. A operação começou às oito horas da manhã e às 13h22min as bandeiras do Brasil e do Rio de Janeiro foram hasteadas no alto do teleférico do morro do Alemão. Os traficantes não reagiram, em vez disso fugiram e tentaram se esconder nas casas da comunidade, obrigando a polícia a fazer uma busca. Um dos bandidos presos foi Elizeu Felício de Souza, responsável pela morte do jornalista Tim Lopes.

## Combate e reação do governo

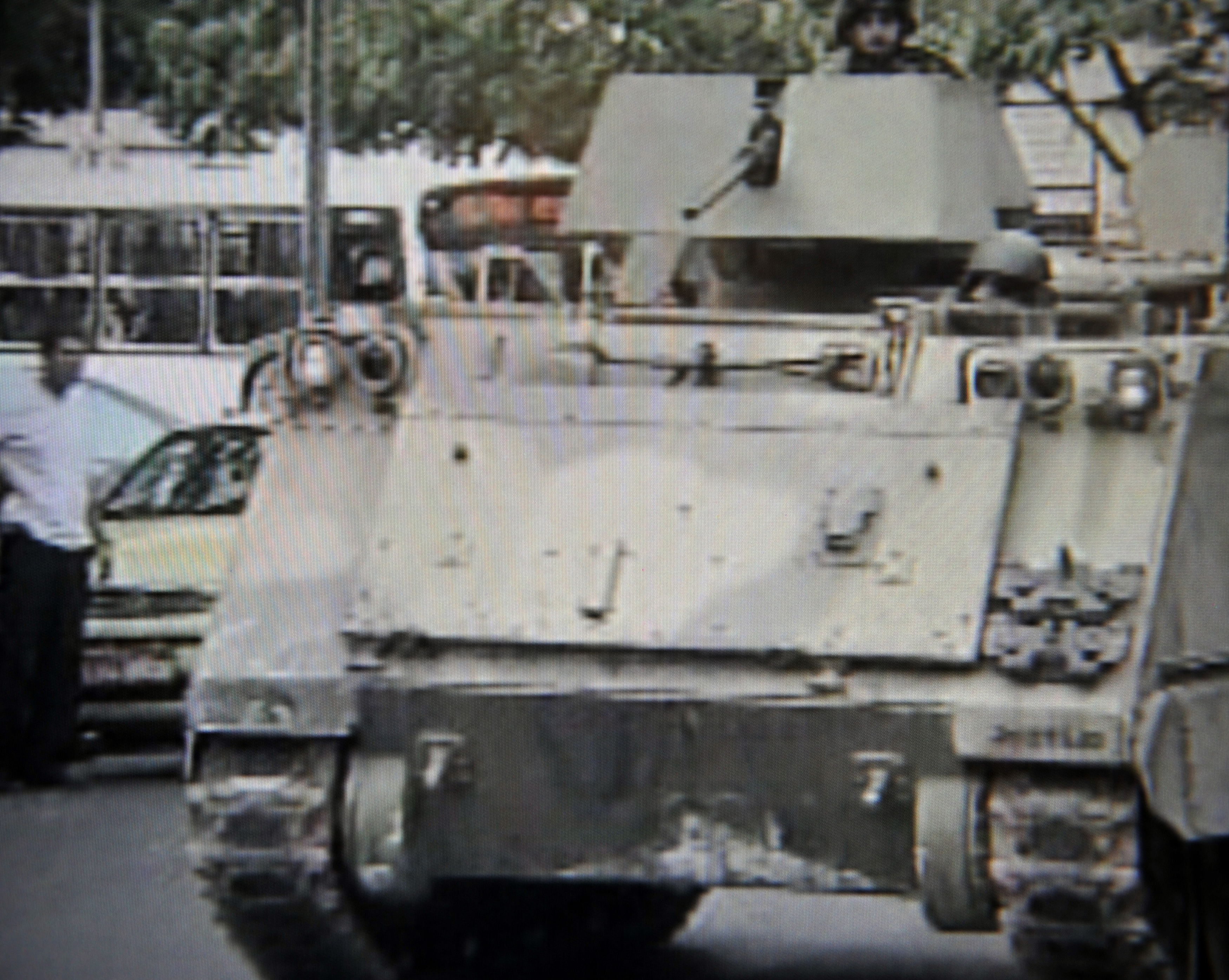
Blindado M113 da Marinha, enviado para auxiliar a polícia do Rio de Janeiro (Reprodução de imagens da TV Brasil).

Em 24 de novembro, de 2010 o governador do estado do Rio de Janeiro, Sérgio Cabral Filho, solicitou apoio logístico da Marinha do Brasil, assegurado pelo ministro da Defesa Nelson Jobim, uma vez que o Presidente Luiz Inácio Lula da Silva estava de viagem na Guiana. Entre os blindados está o importado M113, concebido na década de 1960 nos Estados Unidos, que também é usado em ocasiões especiais pela SWAT. O modelo já foi utilizado na Guerra do Vietnã e no Iraque. Outro modelo usado é o Mowag Piranha, veículo de guerra que tem transportado policiais e soldados do Corpo de Fuzileiros Navais até as zonas de conflito.
Essa foi a primeira vez que a Marinha foi acionada para tratar de ataques ligados ao tráfico de drogas em favelas no Brasil. Com os veículos, a Marinha conseguiu ultrapassar diversas barricadas, obstáculos e veículos queimados pelos bandidos, possibilitando que a Polícia Militar fechasse o cerco na tarde do dia 25 de novembro, na Vila Cruzeiro. As centenas de bandidos e traficantes, sem escolha, fugiram armados com mochilas, motos e carros para o Complexo do Alemão. Calcula-se que mais de duzentos bandidos estavam dentro do bando que se deslocou da Vila Cruzeiro para o Morro do Alemão. Na tarde do dia 25, a Polícia Civil já realizava operação de buscas com helicópteros blindados no complexo. De acordo com o secretário de segurança pública do Rio de Janeiro, José Mariano Beltrame, novas estratégias seriam postas em práticas nos dias seguintes.

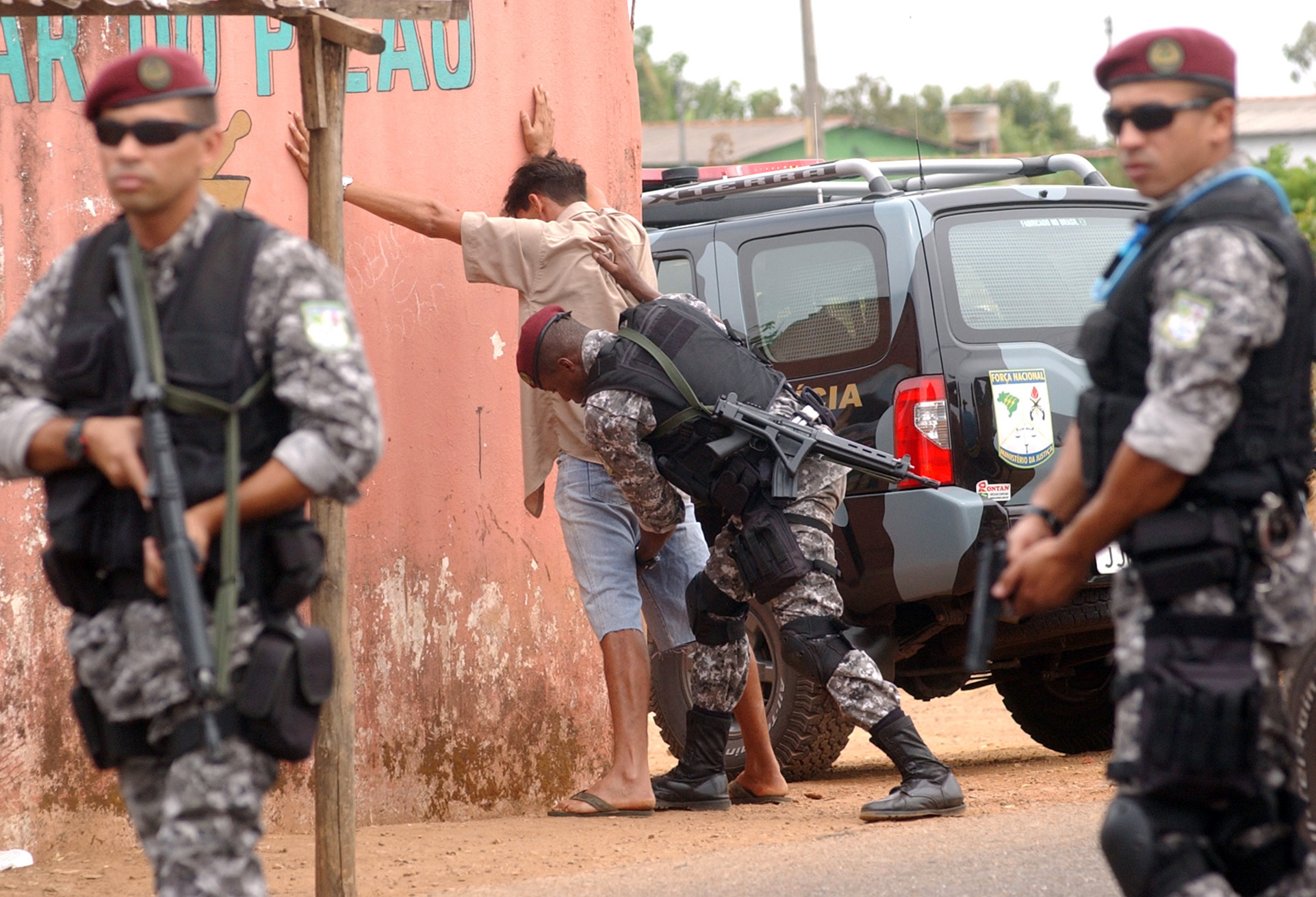
Força Nacional

Na noite da quinta-feira do dia 25, o Ministério da Defesa informou que, a pedido do governo do Rio de Janeiro, seriam enviados ao estado oitocentos militares da brigada de Infantaria Paraquedista do Exército Brasileiro para auxiliarem a polícia no combate aos ataques, além de dois helicópteros da Força Aérea Brasileira e dez blindados de transporte. Para auxiliarem as operações à noite, foram providenciados óculos especiais com visão noturna. O Presidente Lula autorizou o envio dos militares e concedeu aval a Jobim para mandar "toda ajuda que o Rio de Janeiro pedir".

## Suspeitos e causas dos ataques
De acordo com especialistas, a causa dos ataques teria sido a implantação de Unidades de Polícia Pacificadora (UPPs) em muitas favelas do Rio de Janeiro, tirando várias áreas de narcotráfico dos criminosos. Segundo esses especialistas e a polícia, quem comandou os ataques foram bandidos e/ou traficantes presos que se comunicavam com bandos livres das favelas por telefones e outros meios.
O governo do Estado transferiu dezoito presidiários, acusados de liderarem a onda de ataques, para o Presídio Federal de Catanduvas, no Paraná. Os traficantes Marcinho VP, Elias Maluco e mais onze condenados que estavam em Catanduvas foram transferidos para a Penitenciária Federal de Porto Velho, em Rondônia, considerados pelo setor de inteligência da Secretaria Estadual de Segurança "diretamente ligados aos atos de violência ocorridos nos últimos dias".
Na manhã do dia 27 de novembro, novas notícias afirmaram que a polícia havia conseguido provas sobre as facções que planejaram e causaram os ataques. Segundo a polícia, criminosos da Rocinha atuariam em conjunto com o bando do Complexo do Alemão e o da Vila Cruzeiro — prova proferida após a prisão na quinta-feira (25) de vários homens com litros de combustível, isqueiros e armas em diversas regiões, como o Morro dos Macacos, em Vila Isabel e em São Conrado. A suposta aliança entre as duas facções é uma das mais comentadas pelos policiais desde o início da semana dos ataques.
A verdadeira causa desse tumulto, porém, é que há muito tempo traficantes e milicianos ocupam as favelas do Rio de Janeiro e aliciam a população para seus comércios ilegais, além de se entrincheirarem nesses territórios de tal modo que só com uma operação militar o poder público pode retomar o controle das áreas ocupadas. De fato, a cidade possui 968 favelas e somente 27 não estão sob o controle do crime organizado. Estima-se que dez mil dos 38 mil policiais do estado já estariam comprometidos com as milícias. A implantação das UPPs em Santa Marta, Cidade de Deus, Batan, Babilónia e Chapéu Mangueira teve o propósito de recuperar essa comunidades e resolver o problema da extraterritorialidade.

## Repercussão

### Efeitos sobre os cariocas
Os atos violentos afetaram a população carioca. Acrescentado ao fato de vários estabelecimentos comerciais terem permanecido fechados e as ruas vazias, no dia 25 diversos serviços públicos foram interrompidos. Entre os mais afetados, estavam os transportes: cerca de 115 ônibus não circularam na região da Vila Cruzeiro e o Metrô Rio fez triagem de passageiros nas estações Uruguaiana, Cinelândia e Carioca para evitar a lotação dos trens. Também as escolas e as instituições de ensino foram afetadas: segundo a Secretaria Municipal de Educação, 135 escolas e creches - a maioria na Zona Norte, Oeste e no subúrbio da cidade - não funcionaram no dia 26, deixando mais de 47 mil estudantes sem aula.
A Universidade Unisuam suspendeu suas aulas em algumas unidades na cidade, assim como  o Instituto Federal de Educação, Ciência e Tecnologia do Rio de Janeiro (IFRJ). O Hospital Estadual Getúlio Vargas, na Penha, dedicou-se a atender  pessoas com ferimentos causados pelo conflito, e foram suspensas todas as cirurgias eletivas da rede pública de saúde, de modo a possibilitar o atendimento a possíveis emergências relacionadas aos atos de violência no Rio.
A violência também acabou por se refletir na queda da frequência de bares e restaurantes na cidade. Segundo o Sindicato de Hotéis, Bares e Restaurantes do Rio (SindRio) a redução de clientes foi de 40%, acima dos 30% projetados numa estimativa inicial. Na Zona Norte, esse número chegou a 60%. Não foram registrados cancelamentos nos hotéis e agências de viagem. Segundo especialistas, a onda de violência não deve afetar a imagem da cidade a longo prazo.
Moradores da Vila Cruzeiro, e agora do Complexo do Alemão, que se sentiam ameaçados e temerosos de retornar para suas casas, foram alojados em abrigo da Prefeitura do Rio de Janeiro, no bairro da Penha. Além disso, o Disque-Denúncia — utilizado e divulgado nas emissoras de televisão para auxiliar a polícia na captura dos bandidos e traficantes — bateu recorde de mais de mil ligações no Rio de Janeiro sobre um mesmo assunto. De acordo com fontes oficiais do Disque-Denúncia, as ligações ajudaram diretamente a polícia no controle da crise.
Na manhã de sexta-feira, dia 26, a Fetranspor afirmou que toda a frota de ônibus começou a circular normalmente no Rio de Janeiro.

### Manifestações de pessoas públicas

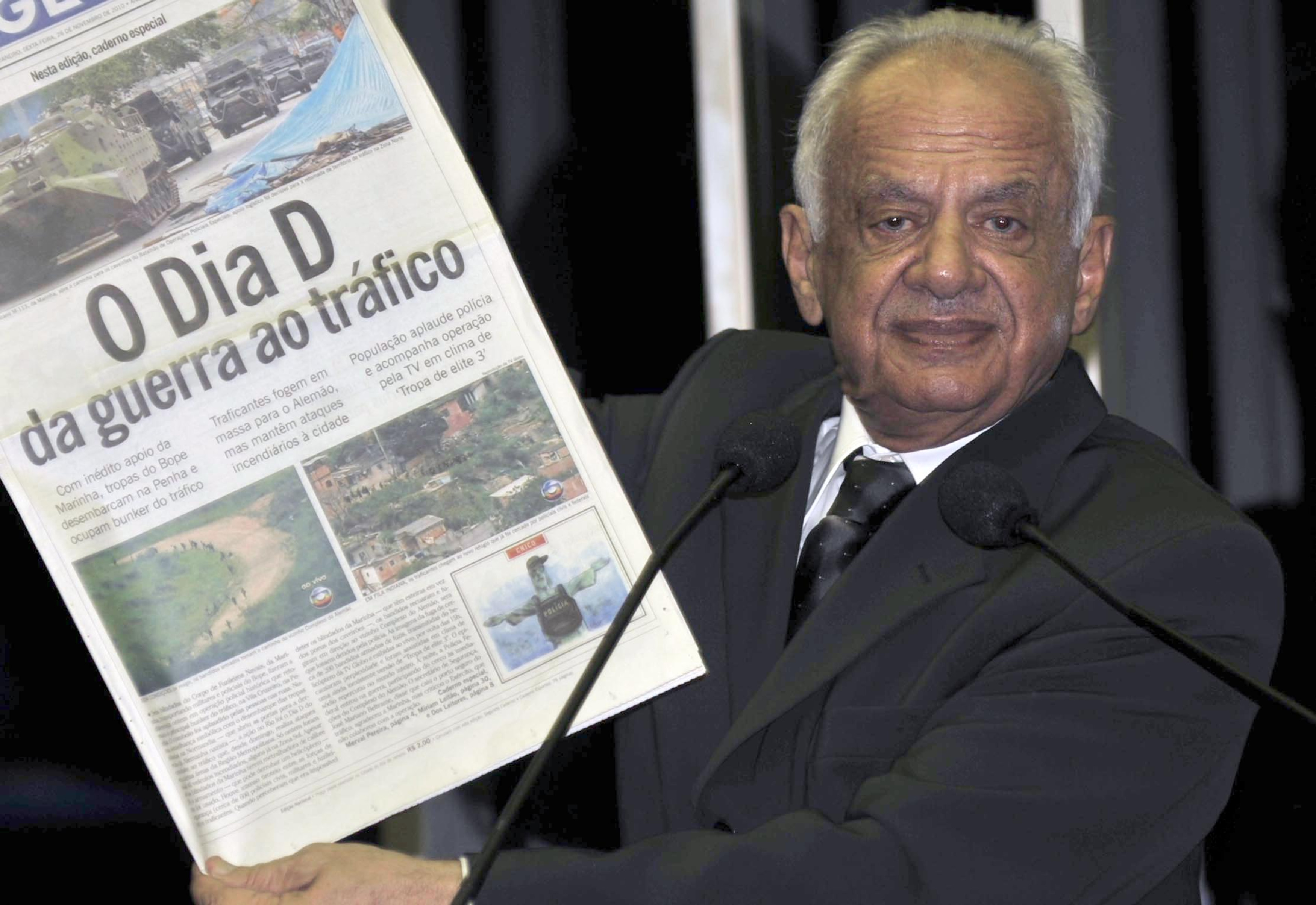
Senador Pedro Simon mostra manchete de jornal sobre episódios de violência no Rio de Janeiro durante sessão plenária (José Cruz/ABr).

Várias pessoas públicas se pronunciaram sobre os ataques e sobre as ações políticas, policiais e militares. O ex-presidente Fernando Henrique Cardoso declarou que "o que está acontecendo no Rio de Janeiro é uma reação ao fato de que o governo está fazendo alguma coisa" e que o "Rio está reagindo da maneira que tem que reagir". Porém, segundo ele, as ações do governo estariam focadas apenas na repressão ao crime e elas teriam de ir além. De acordo com FHC, teriam de ser discutidas questões como a legalização de drogas como a maconha, ampliação das campanhas e ações que visam à diminuição do consumo e ampliação da assistência médica aos usuários. FHC declarou:
| “ | A droga tem de ser discutida de uma maneira mais ampla. Enquanto não se entender que boa parte da questão da droga tem a ver com a proibição, por exemplo, da maconha, e tem a ver com a falta de tratamento; enquanto não se induzirem as pessoas a entender que a droga é também uma questão de saúde, e não apenas de repressão; enquanto não se diminuir o consumo, você vai ter gente se arriscando e fazendo tráfico. | ” |

A presidente-eleita Dilma Rousseff elogiou o trabalho do governador Cabral por meio de um telefonema pessoal e anunciou em seu Twitter que estava solidária aos moradores do Rio de Janeiro. Em entrevista coletiva, ainda no dia 25, o secretário de Segurança Pública do Estado, José Mariano Beltrame, declarou que a fuga dos criminosos face aos veículos blindados da Marinha foi positiva, afirmando:
| “ | Tiramos deles o que nunca foi tirado, o seu território [...] Quando nós tivemos a notícia da possibilidade de utilização dos blindados, imediatamente a decisão de ir à Vila Cruzeiro foi tomada, porque a gente sabe que as informações vindas de casas prisionais vêm à Vila Cruzeiro, e da Vila Cruzeiro são capilarizadas para várias áreas da cidade e do Estado. | ” |

Ainda no dia 25, diante da relação que as mídias internacionais fizeram com os ataques e a Copa do Mundo de 2014, o presidente da CBF e do Comitê Organizador da Copa do Mundo de 2014, Ricardo Teixeira, disse:
| “ | Posso assegurar à comunidade esportiva que a cidade-sede do Rio de Janeiro terá o clima de normalidade necessário para a disputa da Copa das Confederações da FIFA, em 2013, e para a grande festa que será a Copa do Mundo da FIFA Brasil 2014. (...) Vê-se hoje no Rio de Janeiro que a sociedade reage firmemente aos incidentes provocados por criminosos, numa mostra de que a política de segurança conta com o apoio da opinião pública e da mídia, porque está sendo planejada e executada de maneira contínua para reduzir os índices de violência. | ” |

O governador Sérgio Cabral Filho disse em entrevista ao Jornal Nacional:
| “ | Eu posso garantir à população que nós estamos atentos, que é um ato de desespero, de desarticulação desses criminosos que estão perdendo território e que estão vendo o enfraquecimento não só territorial, mas de seus negócios ilícitos. Nós vamos continuar com a mesma política de retomada de territórios. Na semana que vem, vamos inaugurar a UPP do Morro dos Macacos. Vale lembrar que há um ano o 'Jornal Nacional' mostrava um helicóptero sendo abatido no Morro dos Macacos para o Brasil e para o mundo. Hoje essa comunidade está pacificada, não só a comunidade como toda a área de Vila Isabel, vivendo em paz. Vamos instalar a UPP nos Macacos e em seguida continuaremos pacificando mais comunidades. | ” |

O Presidente Luiz Inácio Lula da Silva, que deu aval a Nelson Jobim para autorizar o Exército a ajudar logisticamente a polícia do Rio, por estar de viagem a Georgetown, na Guiana, afirmou no dia 26:
| “ | Eu disse ao Sérgio Cabral que o que ele necessitar que o governo federal ajude, para que a gente possa permitir que as pessoas de bem vivam em paz neste país, vamos fazer. O Rio de Janeiro pode ficar tranquilo que nós estaremos 100% apoiando o governador e o povo do estado. | ” |

Na sexta-feira, dia 26, José Padilha, diretor do documentário Ônibus 174 e dos longas Tropa de Elite e Tropa de Elite 2, filmes que retratam a violência e as drogas na cidade do Rio de Janeiro, foi questionado sobre a onda dos ataques e da intervenção da polícia. Segundo Padilha, a expulsão dos traficantes da Vila Cruzeiro não significaria o fim do problema da segurança pública na cidade. O cineasta discordou das afirmações triunfalistas da imprensa nacional e defendeu um plano nacional de segurança, ressaltando ainda que o projeto solitário das UPPs não resolveria os problemas da violência urbana.
Já o  coronel  Lima Castro, com 27 anos de experiência na Polícia Militar, comparou a conquista da Vila Cruzeiro pelos policiais com a conquista da Lua pelos astronautas. Segundo ele, os policiais estavam exaustos, quase sem comer, sem tomar banho e passaram a noite em claro e, mesmo assim, houve tanto ímpeto de agir que ocorreu disputa para entrar no helicóptero. Após a batalha, eles usavam bares abandonados para descansar. Conforme o coronel:
| “ | Para alguns foi mais um dia de trabalho difícil: balas voando, pessoas gritando, sangue no chão. Mas, para todos nós, foi uma vitória à parte, um prazer consumido aos poucos, aquilo que chamamos de lavar a alma. E nós sabemos que tudo isso não foi somente por nós, por propósitos próprios, por vaidade, ou para mostrarmos quem é que manda no pedaço. Foi pelos cidadãos de bem da nossa cidade. Tudo o que aconteceu lá dentro morrerá conosco, mas acredito que estamos diante do início do fim daquela bagunça. | ” |

Depois da tomada do Complexo do Alemão, bem como da Vila Cruzeiro e da diminuição dos ataques, os representantes do governo mostraram-se favoráveis e positivos aos acontecidos. O Prefeito Eduardo Paes, no dia 28 de novembro, definiu a ação da polícia como uma "quase refundação do Rio de Janeiro":
| “ | Agradeci muito em nome da cidade o trabalho excepcional das forças da segurança pública que libertam um território. É um dia de muita alegria, é quase uma refundação do Rio de Janeiro. [...] É claro que os serviços vêm sendo feitos de forma precária [por conta da falta de luz e coleta de lixo nas favelas da zona de conflito], mas isso vai ser melhorado daqui pra frente. Não vão faltar recursos para melhorar a vida daquelas comunidades. | ” |

No mesmo dia, o secretário de segurança do Rio de Janeiro, José Mariano Beltrame, foi além, afirmando:
| “ | Se chegamos ao Alemão, vamos chegar à Rocinha e ao Vidigal. [...] Além de conseguirmos o objetivo de tomar o território, se derrubou uma crença de invencibilidade. [...] Não vencemos a guerra, vencemos a mais importante e difícil batalha. Tem muito o que se fazer, mas demos um passo muito importante. Nós não resolvemos todos os problemas, a caminhada ainda é muito grande. Mas demos passos muito importantes. | ” |

Angelo Joia, superintendente da Polícia Federal, garantiu que continuarão sem recuar e em busca de uma "sociedade mais tranquila e livre da ação desses criminosos", enquanto Adriano Pereira Júnior, comandante do Exército Brasileiro, falou que o "apoio da Marinha do Exército e do Estado foi fundamental para o sucesso da operação. Com a união das três forças chegamos ao final com a certeza de termos conseguido recuperar a autoridade do Estado sobre uma área do seu território."

### Manifestações noTwitter
Na tarde da quinta-feira, dia 25, uma mensagem com o nome do BOPE criticou as emissoras Record e Rede Globo por televisionarem imagens ao vivo dos bandidos na Vila Cruzeiro e depois da chegada deles no Complexo do Alemão, por meio dos helicópteros das emissoras. A frase no Twitter dizia "Um desserviço prestado pelas aeronaves da Record e Globo!" e, de acordo com o site oficial de Sidney Rezende, "As imagens causaram incômodo porque os traficantes conseguiram fugir sem serem incomodados para comunidades vizinhas, caminhando por comboio, com muitas armas, malas, mochilas, veículos."
A frase foi "retuitada" por vários outros usuários. De fato, os ataques no Rio de Janeiro foram um dos tópicos mais comentados e citados pelos usuários do Twitter durante a quinta-feira, dia 25, incluindo vários famosos. Contudo, logo o coronel da Polícia Militar, Lima Castro, negou a crítica do Bope pelo Twitter, dizendo que o perfil que divulgou a frase é falso e que "tanto a Polícia Militar quanto o Bope estão satisfeitos com a cobertura feita pelas emissoras de televisão na operação da Vila Cruzeiro", muito embora a Rede Globo tenha preferido no dia seguinte não se aproximar demasiadamente das zonas de conflito com sua aeronave televisiva.

### Jornais internacionais
Pela semana, diversos sites e jornais internacionais forneceram notícias e comentários sobre o ocorrido no Rio. A rede de notícias árabe Al-Jazeera trouxe depoimentos de repórteres brasileiros sobre o ocorrido na capital fluminense e fez relação entre a repressão policial exercida com helicópteros e veículos blindados com a tentativa do governo brasileiro em controlar o crime nas favelas da cidade que sediará os Jogos Olímpicos de Verão de 2016 e a Copa do Mundo de 2014. O jornal francês Le Figaro mostrou diversas fotos de policiais armados nas ruas, moradores correndo, veículos queimados e apreensões de drogas, com a frase "Cenas de guerra nas favelas do Rio" (Scènes de guerre dans les favelas de Rio), e relacionou o ocorrido com filmes populares sobre o tema, como Cidade de Deus, Carandiru e Tropa de Elite.

Screenshot do site do jornal francês Le Figaro, com notícia sobre a intervenção da polícia no Rio de Janeiro.

O site do periódico espanhol El País afirmou que "Este momento é crucial para eliminar a violência nos bairros mais pobres" e que é "decisiva" a luta da polícia contra os traficantes. Ambos, o The Daily Telegraph e o The New York Times, destacaram o fato de o Rio de Janeiro ser sede dos Jogos Olímpicos e da Copa do Mundo e a segurança que a cidade precisará ter na realização desses dois eventos. O The Teleprah ainda destaca que "a ofensiva da polícia aos criminosos é uma luta para melhorar a imagem de segurança da capital fluminense." Outros jornais, como o Clarín, também noticiaram o ocorrido.
No El Mundo de sexta-feira, dia 26, a violência do Rio de Janeiro foi tida como um dos principais fatores que "ameaçam" não somente a reputação da cidade, mas de todo o país. A exemplo dos outros periódicos internacionais, o espanhol comentou que o Brasil "se comprometeu a abrigar com garantias de segurança o Mundial de futebol de 2014". Para o diário, "Não é uma novidade que os poderosos narcotraficantes que governam as favelas do Rio de Janeiro se juntem para queimar pneus, carros ou ônibus" e "mas é novidade que as duas grandes facções criminosas da segunda maior cidade brasileira, até agora inimigas de morte, decidam se aliar para semear o caos pelas ruas e também foi extraordinária a resposta do Executivo, que enviou seis veículos militares para a favela Vila Cruzeiro".
O diário irlandês The Irish Times escreveu que as cenas vistas na cidade nos últimos dias "parecem mais as de uma zona de guerra do que as de um 'resort' turístico internacional", enquanto o suíço Neue Zürcher Zeitung noticiou que "carros em chamas, ataques, tiroteios nas ruas e bombas confiscadas em Copacabana mostram as condições quase de guerra que prevalecem no Rio de Janeiro desde o domingo". O australiano The Australian também comentou o fato de a cidade sediar oficialmente a Copa e a Olimpíada, dizendo que a violência do Rio "levanta mais dúvidas sobre a habilidade das autoridades do Rio de garantir a segurança antes de a cidade abrigar dois dos maiores eventos esportivos do mundo, a Copa do Mundo de 2014 e a Olimpíada, dois anos depois."

## Pós-conflito
Após a ocupação, a vida começou a se normalizar no Rio de Janeiro. O governador Sérgio Cabral disse que pediu ao Ministério da Defesa um contingente de dois mil homens das Forças Armadas para que possa manter a segurança no Complexo do Alemão, enquanto uma Unidade de Polícia Pacificadora será implantada no local. Os militares fariam um trabalho de patrulhamento até outubro de 2011.

### Denúncias contra os agentes de segurança
Logo após a ocupação do Complexo do Alemão pelas forças de segurança, várias denúncias de abusos e mal tratos por parte de agentes de segurança contra moradores das favelas que compõe o complexo, começaram a surgir. Até o dia 2 de dezembro de 2010, 27 denúncias, que incluíam invasões de residências sem mandado judicial, agressões e roubos, foram recebidas pela Corregedoria Geral Unificada da polícia do Rio de Janeiro. O secretário de Segurança Pública do Rio de Janeiro, José Mariano Beltrame, afirmou que os policiais culpados pelos abusos "serão expulsos diante da tropa".

### Condenação por derrubar helicóptero da Policia Militar
Em 21 de junho de 2023, o traficante Fabiano Atanásio da Silva, o FB, foi condenado a 225 anos de prisão por derrubar um helicóptero da Polícia Militar na Zona Norte do Rio de Janeiro, em 2009, em que três policiais a bordo da aeronave morreram. O julgamento durou quase 22 horas. Os relatórios de inteligência apontavam que o traficante foi o mandante do ataque.